# 닛카쓰
닛카쓰 주식회사(日活株式会社, Nikkatsu Corporation)는 일본의 영화 제작·배급 회사이다. 회사 이름은 설립시 명칭인 일본 활동사진 주식회사(日本活動写真株式会社)의 약칭에서 유래한 것이다.

## 주요 감독
- 미조구치 겐지
- 이마무라 쇼헤이

로망 포르노
- 다키타 요지로

## 주요 각본가
- 이시하라 신타로
- 반 가즈히로

## 주요 배우
- 미쿠니 렌타로
- 와타리 데쓰야
- 아사오카 루리코
- 요시나가 사유리
- 마쓰바라 지에코

## 같이 보기
- 로망 포르노